# Ciencia de 1902

## Eventos
- En el segundo volumen de la publicación «Pathologia», António Egas Moniz (Premio Nobel de Medicina) en 1949, defiende la opinión de que la homosexualidad es una enfermedad y una perversión. Esta idea continuará durante todo el siglo XX y servirá de base para la criminalización legal de estos comportamientos.
- El cromosoma fue identificado como la estructura que asigna genes. De esta manera, se estableció el papel central de los cromosomas en la herencia y los procesos de desarrollo. El fenómeno del enlace genético y la recombinación de genes en los cromosomas durante la división celular fue explorado, en particular por Thomas Hunt Morgan, a través de un organismo modelo: la drosophila melanogaster.
- Aislamiento de los elementos químicos Polonio[1] y Radio.[2]

| Fecha           | Nombre                       | Profesión                                    | Nacionalidad                  | Observaciones | Referencias                |
| --------------- | ---------------------------- | -------------------------------------------- | ----------------------------- | --- | -------------------------- |
| 13 de enero     | Karl Menger                  | matemático                                   | Austria                       | m. 1985 |                            |
| 10 de febrero   | Walter Houser Brattain       | físico                                       | Estados Unidos                | m. 1987 Nobel de Física 1956                                                                                                 | [ 3 ]                      |
| 4 de abril      | Eberhard Hopf                | matemático                                   | Austria                       | m. 1983 Premio Leroy P. Steele 1981                                                                                          | [ 4 ]                      |
| 9 de abril      | Théodore Monod               | naturalista, explorador, erudito y humanista | Francia                       | m. 2000 |                            |
| 23 de abril     | Charles Leo Hitchcock        | botánico y zoólogo                           | Estados Unidos                | m. 2000 |                            |
| 30 de abril     | Theodore Schultz             | economista                                   | Estados Unidos                | m. 1998 Nobel de Economía 1979                                                                                               | [ 5 ]                      |
| 3 de mayo       | Alfred Kastler               | físico                                       | Francia                       | m. 1984 Nobel de Física 1966                                                                                                 | [ 3 ]                      |
| 8 de mayo       | Andre Michael Lwoff          | microbiologista                              | Francia                       | m. 1994 Nobel en Fisiología o Medicina 1965                                                                                  | [ 6 ]                      |
| 18 de junio     | Barbara McClintock           | genetista                                    | Estados Unidos                | m. 1992 Nobel en Fisiología o Medicina 1983 Premio Albert Lasker de Investigación Médica Básica Premio Wolf en Medicina 1981 | [ 6 ] [ 7 ] [ 8 ]          |
| 10 de julio     | Kurt Alder                   | químico                                      | Alemania                      | m. 1958 Nobel de Química 1950                                                                                                | [ 9 ]                      |
| 11 de julio     | Samuel Abraham Goudsmit      | físico                                       | Países Bajos / Estados Unidos | m. 1978 Medalla Max Planck 1964                                                                                              | [ 10 ]                     |
| 11 de julio     | Sérgio Buarque de Holanda    | historiador y crítico literario              | Brasil                        | m. 1982 |                            |
| 22 de julio     | Philip Henry Kuenen          | geólogo                                      | Países Bajos                  | m. 1976 Medalla Penrose 1961 Medalla Gustav Steinmann 1966 Medalla Wollaston 1970                                            | [ 11 ] [ 12 ]              |
| 26 de julio     | Stanisław Gołąb              | matemático                                   | Polonia                       | m. 1980 |                            |
| 28 de julio     | Karl Popper                  | filósofo de la ciencia                       | Austria / Reino Unido         | m. 1994 |                            |
| 8 de agosto     | Paul Dirac                   | físico                                       | Reino Unido                   | m. 1984 Nobel de Física 1933 Medalla Copley 1952 Medalla Max Planck 1952 Medalla Real 1939                                   | [ 3 ] [ 13 ] [ 10 ] [ 14 ] |
| 8 de agosto     | Paul Adrien Maurice Dirac    | ingeniero y matemático                       | Reino Unido                   | m. 1984 |                            |
| 10 de agosto    | Arne Wilhelm Kaurin Tiselius | químico                                      | Suecia                        | m. 1971 Nobel de Química 1948                                                                                                | [ 9 ]                      |
| 18 de octubre   | Pascual Jordan               | físico                                       | Alemania                      | m. 1980 Medalla Max Planck 1942                                                                                              | [ 10 ]                     |
| 4 de noviembre  | Pierre Verger                | etnólogo y fotógrafo                         | Francia                       | m. 1996 |                            |
| 17 de noviembre | Eugene Paul Wigner           | físico                                       | Hungría                       | m. 1995 Nobel de Física 1963 Medalla Max Planck 1961 Premio Enrico Fermi 1958                                                | [ 3 ] [ 10 ] [ 15 ]        |
| ??              | Herbert Faulkner Copeland    | biólogo                                      | Estados Unidos                | m. 1968 |                            |

## Fallecimientos
| Fecha          | Nombre                  | Profesión                               | Nacionalidad   | Observaciones                | Referencias |
| -------------- | ----------------------- | --------------------------------------- | -------------- | ---------------------------- | ----------- |
| 8 de febrero   | Robert Adamson          | filósofo                                | Reino Unido    | n. 1852                      |             |
| 1 de abril     | Alfred Cornu            | físico                                  | Francia        | n. 1841 Medalla Rumford 1878 | [ 16 ]      |
| 28 de abril    | Lazarus Fuchs           | matemático                              | Alemania       | n. 1833                      |             |
| 16 de junio    | Ernst Schröder          | matemático                              | Alemania       | n. 1841                      |             |
| 6 de setiembre | Frederick Augustus Abel | químico                                 | Reino Unido    | n. 1827                      |             |
| ??             | John Wesley Powell      | soldado, geólogo, botánico y explorador | Estados Unidos | n. 1834                      |             |

## Premios
Medalla Bruce
- Giovanni V. Schiaparelli[17]

Medalla Copley
- Joseph Lister[13]

Medalla Darwin
- Francis Galton[18]

Medalla Davy
- Svante August Arrhenius[19]

Medalha Guy de prata
- R.H. Hooker[20]

Medalla Hughes
- Joseph John Thomson[21]

Medalla Lyell
- Richard Lydekker[22]

Medalla De Morgan
- Alfred George Greenhill[23]

Medalla Murchison
- Frederic William Harmer[24]

Medalla de oro de la Real Sociedad Astronómica
- Jacobus C. Kapteyn[25]

Medalla Real
- Edward Albert Schafer[14] e Horace Lamb[14]

Medalla Rumford
- Charles Algernon Parsons[16]

Medalla Wollaston
- Friedrich Schmidt[12]

Prémio Nobel
- Física - Hendrik Lorentz,[3] Pieter Zeeman.[3]
- Química - Hermann Emil Fischer.[9]
- Fisiología o Medicina - Ronald Ross.[6]

Prémio Rumford
- George Ellery Hale[26]